# Adıyamanspor
Adıyamanspor ist ein türkischer Sportverein aus der Stadt Adıyaman. Der Fußballverein spielt in der TFF 3. Lig. Die Spiele werden in dem 13.500 Plätze fassenden Adıyaman Atatürk Stadyumu ausgetragen. Der Verein wurde 1946 gegründet. Die meiste Zeit seiner Vereinsgeschichte nahm der Verein an der dritthöchsten professionellen Fußballliga, an der TFF 2. Lig, teil.

## Geschichte

### Gründung
Adıyamanspor wurde 1946 gegründet und spielte bis in die 1980er Jahre in der Regionalen Amateurliga.

### Einstieg in den Profifußball
Nachdem zum Sommer 1980 der türkische Profifußball von bisher drei auf lediglich zwei Profiligen reduziert wurde, wurde 1984 auf Direktive des damaligen Staatspräsident Turgut Özal die dritthöchste professionelle Fußballliga, die 3. Lig, mit heutigem Namen TFF 2. Lig, wieder eingeführt. Darüber hinaus wurde verkündet, dass nach Erfüllung bestimmter Auflagen und Bedingungen man eine Ligateilnahme beantragen könne. Um die Stadtentwicklung voranzutreiben, bemühten sich mehrere Notabeln der Provinz Adıyaman darum, die Auflagen zu erfüllen. Nachdem man die Auflagen erfüllt hatte, bestätigte der türkische Fußballverband die Teilnahme. So nahm Adıyamanspor in der Spielzeit 1984/85 an der wiedereingeführten 3. Lig teil und belegte zum Saisonende die Vizemeisterschaft der Gruppe 11.

### Zweitligajahre und erneuter Abstieg in die TFF 2. Lig
Nach acht Spielzeiten erreichte Adıyamanspor zum Ende der Drittligaspielzeit 1992/93 die Meisterschaft der Liga und damit den ersten Aufstieg der Vereinsgeschichte in die zweithöchste türkische Spielklasse, in die 2. Lig. Hier belegte man die ersten Jahre immer Tabellenplätze im mittleren Tabellenbereich. Zum Saisonende der Saison 1996/97 erreichte man in der Aufstiegsrunde den 1. Platz der Gruppe und qualifizierte sich damit für die Play-offs der 2. Lig, in denen der letzte Aufsteiger in die 1. Lig, der heutigen Süper Lig, ausgespielt wurde. In den Play-offs setzte man sich im Viertelfinale gegen Zonguldakspor durch und scheiterte im Halbfinale an Ankara Şekerspor.
In der Spielzeit 1999/2000 verpasste man den Klassenerhalt und stieg nach sieben Jahren wieder in die TFF 2. Lig ab.

### Systembedingter Abstieg in die TFF 3. Lig
Da mit der Saison 2001/02 der türkische Profi-Fußball grundlegenden Änderungen unterzogen werden sollte, wurden bereits in der Spielzeit 2000/01 Vorbereitungen für diese Umstellung unternommen. Bisher bestand der Profifußball in der Türkei aus drei Ligen: Der höchsten Spielklasse, der einspurigen Türkiye 1. Futbol Ligi, der zweitklassigen fünfspurig und in zwei Etappen gespielten Türkiye 2. Futbol Ligi und der drittklassigen und achtgleisig gespielten Türkiye 3. Futbol Ligi. Zur Saison 2001/02 wurde der Profifußball auf vier Profiligen erweitert. Während die Türkiye 1. Futbol Ligi unverändert blieb, wurde die Türkiye 2. Futbol Ligi in die nun zweithöchste Spielklasse, die Türkiye 2. Futbol Ligi A Kategorisi (zu dt.: 2. Fußballliga der Kategorie A der Türkei), und die dritthöchste Spielklasse, die Türkiye 2. Futbol Ligi B Kategorisi (zu dt.: 2. Fußballliga der Kategorie B der Türkei), aufgeteilt. Die nachgeordnete Türkiye 3. Futbol Ligi wurde fortan somit die vierthöchste Spielklasse, die TFF 3. Lig. Jene Mannschaften, die in der Drittligasaison 2000/01 lediglich einen mittleren Tabellenplatz belegten, wurden für die kommende Saison in die neugeschaffene vierthöchste türkische Spielklasse, in die 3. Lig, zugewiesen. Adıyamanspor, welches die Liga auf dem 6. Tabellenplatz beendet hatte, musste so systembedingt in die 3. Lig absteigen.

### Sofortiger Wiederaufstieg in die TFF 2. Lig, Drittligajahre und erneuter Abstieg in die TFF 3. Lig
Adıyamanspor spielte nach dem Zweitligaabstieg zum Sommer 2000 elf Spielzeiten lang in der TFF 2. Lig. Nachdem man die Drittligasaison 2011/12 auf dem 16. Platz beendet hatte, stieg man das zweite Mal in der Vereinsgeschichte in die vierthöchste professionelle Fußballliga, in die TFF 3. Lig, ab.

### Neuzeit
Im Sommer 2014 verfehlte der Klub den Klassenerhalt in der TFF 3. Lig und stieg damit zum ersten Mal in seiner Vereinsgeschichte in die Bölgesel Amatör Lig ab.

## Erfolge
- Meister der TFF 2. Lig: 1992/93
- Aufstieg in die TFF 1. Lig: 1992/93
- Meister der TFF 3. Lig: 2001/02
- Aufstieg in die TFF 2. Lig: 2002/03

## Ligazugehörigkeit
- 2. Liga: 1993–2000
- 3. Liga: 1984–1993, 2000–2001, 2002–2012
- 4. Liga: 2001–2002, 2012–2014
- BAL Lig: 1946–1984, 2014–2015
- Adıyaman Amatör Lig: seit 2015

## Ehemalige bekannte Spieler
| - Tolga Doğantez - Taner Demirbaş |

## Ehemalige Trainer (Auswahl)
- Ercan Albay (Juni 1990 – Januar 1991)
- Fahrettin Genç (September 1992 – Mai 1993)
- Fahrettin Genç (November 1993 – Mai 1994)
- Fahrettin Genç (Juli 1995 – Mai 1996)
- Ercan Albay (September 1996 – Mai 1997)
- Necdet Zorluer (Juli 1997 – Dezember 1997)
- Mehmet Şahan (Februar 1998 – April 1998)
- Ercan Albay (Oktober 1998 – Mai 1999)
- Akif Başaran (Februar 2000 – Mai 2000)
- Ali Güneş (August 2000 – Dezember 2000)
- Durmuş Çolak (Oktober 2005 – März 2006)
- Ercan Albay (März 2006 – Mai 2006)
- Fahrettin Genç (August 2006 – September 2006)
- Ercan Albay (September 2006 – Mai 2007)
- Mehmet Birinci (Oktober 2007 – November 2007)
- Hasan Şengün (August 2008 – Februar 2009)
- Bahaddin Güneş (Februar 2009 – Mai 2009)
- Ali Güneş (Oktober 2009 – Dezember 2009)
- Hasan Şengün (August 2010 – Oktober 2010)
- Rahim Zafer (März 2012 – Mai 2012)